# Depeche Mode
Depeche Mode é uma banda inglesa de música eletrônica formada em 1980, em Basildon, Essex, na Inglaterra. A banda era inicialmente formada por David Gahan (vocalista), Martin L. Gore (tecladista, guitarrista, vocalista e compositor a partir de 1981), Andrew Fletcher (tecladista, baixista) e Vince Clarke (tecladista e compositor até 1981). Vince Clarke deixou a banda após o lançamento do álbum de estreia em 1981, tendo formado os duos Yazoo e Erasure. Foi substituído por Alan Wilder, membro de 1982 a 1995. Após a saída de Wilder, o Depeche Mode continuou a carreira como um trio.
Depeche Mode teve 50 canções no UK Singles Chart e dezessete álbuns no top 10 do Reino Unido; já venderam mais de 100 milhões de gravações ao redor do mundo. Q incluiu a banda na lista de "50 bandas que mudaram o mundo!". Depeche Mode também ficou na posição 98 na lista da VH1 dos "100 melhores artistas de todos os tempos".  Em dezembro de 2016, Billboard nomeou Depeche Mode o 10º artista de clubes de dança mais famoso de todos os tempos. Eles entraram para o Hall da Fama do Rock and Roll em 2020.

## História

### Fim da década de 1970
A origem do Depeche Mode inclui diversas bandas e músicos. O primeiro passo foi em 1977, quando os colegas de classe Vince Clarke e Andrew Fletcher fãs de The Cure  formaram juntos a banda chamada No Romance in China, com Vince nos vocais e guitarra e Andrew Fletcher no baixo. Em 1978, Vince Clarke era guitarrista no The Plan, com o amigo de escola Robert Marlow nos vocais. Entre 1978 e 1979, Martin L. Gore era parte de uma dupla acústica chamada Norman and the Worms, com o também amigo de escola Philip Burdett (atualmente, um cantor de música folk) nos vocais e Martin responsável pelo violão. Em 1979, com Robert Marlow nos vocais e teclados, Martin L. Gore na guitarra, Vince Clarke e Paul Redmond nos teclados, o grupo formou a banda The French Look. Já em março de 1980, Vince, Martin e Andrew montaram a banda chamada Composition of Sound, na qual Vince era o vocalista.  Em junho do mesmo ano, o The French Look e Composition of Sound chegaram a tocar juntos em uma escola chamada St. Nicholas School Youth Club, em Essex.
Logo após a formação da Composition of Sound, Vince e Andrew passaram a usar sintetizadores (faziam todo tipo de "bico" possível para conseguir dinheiro para comprá-los ou conseguiam emprestados com amigos). A entrada de David Gahan no grupo em 1980 só aconteceu depois que Vince o ouviu cantando em uma jam session fazendo uma versão da canção "Heroes" do David Bowie.  A partir da presença de Gahan, o Depeche Mode passou a existir.
O nome da banda foi tirado da capa de uma revista francesa de moda. Depeche vem do francês dépêche, que significa "despachar" (do francês antigo despesche/despeche) mas também pode significar "reportagem", "noticiário"; já mode significa "moda". De acordo com Gore, o significado seria algo como "moda apressada" ou "despache de moda". No entanto, faz mais sentido em francês que a expressão contida na revista significasse algo entre "notícias de moda", "atualizações da moda" ou "última moda", dependendo do contexto.
A primeira apresentação da banda ocorreu em um festival escolar em maio de 1980.  Já a primeira gravação da banda foi para um álbum chamado Some Bizzare Album, da gravadora independente Some Bizzare Records. O álbum, que continha canções de várias bandas em início da carreira, contava com "Photographic" do Depeche Mode na segunda faixa do lado A. Posteriormente, ela seria regravada no primeiro álbum da banda, Speak & Spell.
Nessa época, a banda fez uma fita demo. Gahan conta que eles não simplesmente enviavam a fita para as gravadoras, mas exigiam entrar e entregá-la pessoalmente ao responsável, o que muitas vezes causava desentendimentos. Mesmo assim, de acordo com Gahan, muitas grandes gravadoras fizeram ofertas antes deles se decidirem com qual assinar: a Phonogram Records, por exemplo, ofereceu uma grande quantia de dinheiro "e todos os tipos de coisas loucas, como roupas de abono."

### 1981-1984: Do sucesso inesperado ao industrial obscuro
Durante uma apresentação em uma casa de shows de Londres, a banda foi abordada por Daniel Miller, um músico do gênero eletrônico e fundador da renomada Mute Records, que estava interessado em gravar um single pelo seu emergente selo.  O resultado deste contato foi "Dreaming of Me", lançado em 1981, que alcançou a posição nº 57 nas paradas inglesas. Encorajados pelo surpreendente sucesso, a banda gravou um segundo single chamado "New Life", atingindo a posição nº 11 e aparecendo no Top of the Pops. Três meses depois, a banda lançou "Just Can't Get Enough" – o primeiro que entrou nos 10 mais da parada britânica, ficando em 8º lugar. A canção título do single também fez grande sucesso no Brasil, inclusive como trilha da novela Louco Amor, da Rede Globo. Este disco foi de várias formas um marco para a banda e seu sucesso abriu o caminho para o primeiro álbum – Speak & Spell, de novembro de 1981, que também chegou ao Top 10. Segundo uma crítica no Melody Maker (jornal britânico especializado em música), era um ótimo álbum, um que teve de ser feito para conquistar novos públicos e satisfazer os que são “just can't get enough”- simplesmente insaciável[is]. Já a Rolling Stone foi mais crítica, chamando o álbum de "baboseira com classificação PG" (PG é a sigla de "Parental Guidance Suggested" que faz parte da classificação indicativa de filmes usada nos EUA e significa que o conteúdo pode ser assistido por crianças, mas é sugerida uma certa orientação por parte dos pais).
Durante a turnê e divulgação do Speak & Spell, Vince Clarke passou a declarar um desconforto com o rumo que a banda estava tomando, “não há tempo de fazer nada” . No fim de 1981, Clarke anunciou publicamente que estava deixando o Depeche Mode e, em seguida, se juntou a Alison Moyet para formar o Yazoo (depois, em 1985, formou o Erasure com Andy Bell). Os dois duos formados por Vince Clarke após sua saída foram grandes sucessos, sendo o Erasure mais bem sucedido que o Depeche Mode nos anos 80, mas perdeu popularidade a partir dos anos 90 em comparação ao Depeche Mode. Com a saída do principal compositor, o Depeche Mode precisava de uma nova direção. Martin L. Gore, que já havia escrito "Tora! Tora! Tora!" e "Big Muff", assumiu a função.
Em janeiro de 1982, a banda lançou "See You", primeiro single sem Clarke e surpreendentemente ultrapassou os sucessos anteriores atingindo a 6ª posição nas paradas do Reino Unido. No mesmo ano, dois outros singles foram lançados, "The Meaning of Love" e "Leave in Silence", e a banda embarcou em sua primeira turnê mundial – See You Tour. Em setembro, o segundo álbum foi lançado, A Broken Frame, com resquícios da passagem de Clarke pela banda, mas já apresentando um pouco do que a banda se tornaria nos anos seguintes.
Durante o início das gravações de A Broken Frame, a banda percebeu que precisaria de um quarto membro para a turnê e outros compromissos, portanto, no fim de 1981, eles colocaram um anúncio no Melody Maker que dizia: Precisa-se de tecladista para banda bem colocada - não queremos “perder tempo”. Alan Wilder, aos 22 anos, respondeu ao anúncio e, após dois testes com Daniel Miller, foi aceito como o quarto membro do Depeche Mode. Apesar disso Alan foi informado que não seria necessário para a gravação do álbum propriamente dita, já que a banda queria provar que poderia obter sucesso sem Vince Clarke. A primeira contribuição musical de Alan foi em 1983, no single "Get the Balance Right!".
No terceiro álbum, Construction Time Again (1983), o Depeche Mode decidiu trabalhar com o produtor Gareth Jones, no John Foxx’s Garden Studios. O álbum foi uma mudança radical no som do grupo, principalmente pela combinação de Synclavier e Emulator com os synths analógicos usados previamente. Um bom exemplo do novo som é o primeiro single do álbum, "Everything Counts", com letra crítica sobre a intransigência de corporações multinacionais,  que chegou a 6º lugar nas paradas britânicas e também entrou nos maiores sucessos na África do Sul, Suíça, Suécia e Alemanha Ocidental. Essa música mostra o que seria o padrão da banda no futuro: a relação entre as "habilidades de composição de Gore combinadas com  uma crescente ambição da banda como um todo".
Alan Wilder contribuiu nas faixas "The Landscape is Changing" e "Two Minute Warning". Alan foi responsável por desenvolver muitos clássicos da banda, como o álbum Violator em 1990 e era o membro mais empenhado na produção, enquanto a vasta maioria das músicas era composta por Martin. Ele refinou os demos de "Enjoy the Silence" (composta por Martin) e Songs of Faith and Devotion em 1993, sendo esses trabalhos com maior riqueza em termos de produção.
Em 1983, a banda saiu em uma turnê chamada Construction Time Again Tour que percorreu a Europa.
Durante os primeiros anos de carreira, o Depeche Mode havia conquistado grande sucesso no Reino Unido, Europa e Austrália, entretanto, em março de 1984 o sucesso foi ampliado para os Estados Unidos com o lançamento de "People Are People", considerada um hino antipreconceito. Aproveitando o sucesso, a gravadora americana Sire Records (muito famosa pelo seu apoio ao movimento punk e as bandas pós-punk) lançou uma coletânea com o mesmo título. Um mês depois, o álbum Some Great Reward foi lançado com ótimas críticas e um material mais obscuro do que os trabalhos anteriores. O Melody Maker classificou o álbum como um chamado para "prestar atenção no que está acontecendo por aqui, bem embaixo dos nossos narizes" . Em contraste com os temas essencialmente políticos e ambientais abordados no álbum anterior, as letras de Some Great Reward tratam de temas mais pessoais, como sexo e política ("Master and Servant"), relações adúlteras ("Lie to Me") e a arbitrariedade da justiça divina ("Blasphemous Rumours"). Também foi incluída a primeira balada com Martin Gore nos vocais ("Somebody") - canções desse tipo se tornariam uma característica de todos os álbuns seguintes.
The World We Live In and Live in Hamburg foi o primeiro material em vídeo lançado pela banda, gravado na Alemanha durante o Some Great Reward Tour em 1984.
Nessa época, a banda começou a fazer sucesso no circuito underground jovem norte-americano, sendo frequente associada à cultura gótica que surgiu no início da década de 1980. Era comum as músicas da banda tocarem em rádios universitárias e de rock moderno com viés mais alternativo. Essa recepção entre os americanos era completamente diferente da europeia, onde a banda figurava revistas adolescentes mainstream e era considerada ícone pop, mesmo com composições cada vez mais sérias e melancólicas.

### 1985-1988: Black Celebration, Strangelove e a consagração mundial
Em 1985, após o lançamento de quatro álbuns (dois por ano), Depeche Mode dá uma pausa e lança duas coletâneas. The Singles 81-85 para o mercado europeu e Catching Up with Depeche Mode para o americano. Das duas, somente a coletânea europeia foi lançada no Brasil, com a faixa inédita "Shake the Disease", que foi sucesso de público e crítica e é faixa obrigatória na coleção dos fãs da banda.
Em julho de 1985, a banda tocou pela primeira vez do outro lado da Cortina de Ferro, com concertos em Budapeste e Varsóvia.
A maior transformação do Depeche Mode aconteceu em 1986, com o lançamento do 15º single "Stripped" e o quinto álbum Black Celebration. As letras se tornaram mais reflexivas e a sonoridade mais complexa e mais afastada do "industrial-pop" dos dois álbuns anteriores, porém sem perder a característica do uso de samplers. O resultado foi um som sinistro, altamente atmosférico e texturizado. Os destaques ficam por conta de "Black Celebration" e "Fly on the Windscreen". Neste álbum, uma música cantada por Martin L. Gore se tornou um grande sucesso nos Estados Unidos: "A Question of Lust". Na edição americana foi incluída uma faixa bônus chamada "But Not Tonight".
O videoclipe de "A Question of Time" foi o primeiro dirigido por Anton Corbijn, diretor responsável pelos vídeos da banda e que, até hoje, já dirigiu mais de 20 de seus vídeos. Além das gravações ao vivo, ele também assina as capas de álbuns e singles.
Alan aproveitou o momento para trabalhar em duas demos, lançado o material como primeira realização de seu projeto paralelo que atendia pela alcunha de Recoil, o álbum recebe o título de 1+2, de 1986.
Em 1987, o álbum Music for the Masses reforça as mudanças no estilo da banda. O produtor Dave Bascombe (que produziu Tears for Fears) participou da produção e teria influenciado no abandono dos samplers por mais experimentação musical. Embora o desempenho de  "Strangelove", "Never Let Me Down Again" e "Behind the Wheel" nas paradas tenha sido decepcionante no Reino Unido, o álbum teve uma ótima aceitação em países como Canadá, Brasil (particularmente com "Strangelove"), Alemanha Ocidental, África do Sul, Suécia e na Suíça, muitas vezes atingindo o top 10 das paradas desses países.
Seguindo o Music for the Masses, o grupo fez a turnê mundial de 1987 a 1988, a Concert for the Masses Tour. Praticamente todos os ingressos disponíveis para os shows desta turnê se esgotaram e foi encerrada em um show com um público de 80 mil pessoas. Esta turnê foi documentada no vídeo 101 (agora em DVD duplo com extras). No Brasil, o álbum também foi um sucesso de vendas com excelente divulgação nas rádios, principalmente para o grande hit "Strangelove" – canção indispensável em qualquer referência aos anos 80 e até hoje pode ser ouvida em casas noturnas e eventos em todo o mundo. A revista especializada Record Mirror descreveu Music for the Masses como "o álbum mais completo e sexy do Mode até agora". Apesar do fracasso inicial no seu país de origem, o álbum fez um gigantesco sucesso no mercado americano, algo que a banda não tinha conseguido alcançar com os álbuns anteriores.
A turnê Music for the Masses Tour começou logo após o lançamento do álbum. Em 7 de março de 1988, a banda fez um show extra-oficial (uma vez que nada havia sido oficialmente anunciado anteriormente) na arena esportiva Werner-Seelenbinder-Halle, Berlim Oriental. Naquela época, o regime comunista ainda estava em vigor e o Depeche Mode seria uma das únicas bandas a conseguir tocar no lado oriental da Alemanha. Por volta da mesma época, também fizeram concertos em Budapeste e Praga (1988). A turnê mundial terminou em 18 de Junho 1988, com um concerto no estádio Rose Bowl em Pasadena, Califórnia, EUA, com a presença de 60.453 pagantes (o maior público em oito anos no local).

### 1990-1994: Fé e devoção a uma das bandas mais bem-sucedidas da história
Em 1989 é a vez de Martin Gore mostrar seu trabalho solo em Counterfeit, com músicas cover de The Durutti Column, Tuxedomoon, Sparks, entre outros.
No meio de 1989. a banda começou a gravar em Milão com o produtor Flood. O resultado dessa sessão foi o single "Personal Jesus", completamente diferente das gravações anteriores. Antes deste lançamento, foram colocadas mensagens publicitárias nos jornais do Reino Unido com a frase "your own personal Jesus" – ao pé da letra, seu próprio Jesus pessoal, individual – em seguida, os anúncios incluíam um número de telefone que era discado, ouvia-se a canção. Existem regravações dessa faixa por inúmeros artistas, entre eles Johnny Cash e Marilyn Manson. Em 2006, ela foi escolhida com umas das melhores canções de todos os tempos através de votação pela Revista Q.
Em 1990, é a vez do lançamento do single "Enjoy the Silence", que seria um dos mais bem-sucedidos singles da banda até o momento (chegou ao número 6 nas paradas britânicas, sendo o primeiro da banda a atingir o top 10 depois de "Master and Servant") e posteriormente viria a se tornar um dos maiores hits de toda a história da banda. Nos Estados Unidos, o single alcançou a oitava colocação nas paradas daquele país, recebendo certificação de ouro.
O álbum Violator veio alguns meses depois, também sob a assinatura do produtor Flood (U2, Erasure). Para promover o novo lançamento, a banda realizou uma sessão de autógrafos no interior de uma loja Wherehouse Entertainment em Los Angeles. O evento acabou atraindo um número muito elevado de fãs e terminou em uma confusão generalizada entre as 20 mil pessoas presentes. Algumas pessoas acabaram ficando feridas após serem pressionadas sobre o vidro da loja pela multidão e na confusão que se formou. Como um pedido de desculpas aos fãs que ficaram feridos, a banda lançou uma fita cassete de edição limitada especialmente para os fãs de Los Angeles, distribuído através de estação de rádio KROQ (o patrocinador do evento na Wherehouse).
Violator chegou no top 10 das paradas tanto dos EUA quanto do Reino Unido. O álbum foi o primeiro da banda a chegar ao top 10 da Billboard 200 - ficou em sétimo lugar por 74 semanas. A banda também recebeu certificação de platina tripla nos EUA pelas 4,5 milhões de vendas do álbum por lá. Violator continua a ser o álbum mais vendido da história da banda. Mais dois singles do álbum, "Policy of Truth" e "Wold in My Eyes", também atingiram as paradas dos EUA e Reino Unido. No Brasil, "Policy of Truth" foi a faixa de maior sucesso do álbum, sendo executada em diversas rádios voltadas ao público jovem.
A World Violation Tour marcou o ponto mais alto da popularidade da banda. Nos EUA, 42 mil ingressos foram vendidos em quatro horas para o show no Giants Stadium em Nova Jérsei e 48 mil foram vendidos em meia hora para o show no Dodger Stadium em Los Angeles. Estima-se que a soma de todas as pessoas presentes nos show da turnê seja cerca de 1,2 milhões.
Alan aproveita o intervalo para, em 1991, lançar mais um EP do Recoil, o Bloodline, que contava com a participação especial de Douglas McCarthy do Nitzer Ebb no vocal em uma das músicas.
Songs of Faith and Devotion é lançado em 1993 e rendeu umas das maiores turnês da história da banda, a Devotional Tour. O álbum, mais uma vez produzido por Flood, abusava das guitarras distorcidas de Martin L. Gore e da bateria acústica de Alan Wilder, e assim que chegou ao mercado, atingiu o primeiro lugar de assalto, tanto no Reino Unido como nos Estados Unidos. Com um estilo mais rock que os álbuns anteriores, o Songs of Faith and Devotion também contou com influências da musicalidade gospel na presença de duas backing vocals de vozes marcantes em "Condemnation", "In Your Room" e "Get Right with Me". A turnê durou cerca de um ano e meio e, em 1994, chegou ao Brasil para duas apresentações em São Paulo.
A Devotional Tour também foi documentada e lançada em vídeo (Agora em DVD duplo com extras) junto com uma nova versão do álbum ao vivo, chamada Songs of Faith and Devotion Live; apesar da indicação ao Grammy de "Melhor Vídeo Longo de Show" e a sua aclamação, o álbum ao vivo foi muito mal em vendas e tomado como um dos maiores erros comerciais da banda. Em 1994, o Depeche Mode tinha atingido o patamar da elite das bandas “de estádio” do mundo, ao lado de U2, R.E.M, INXS e The Rolling Stones.
A longa duração da turnê, o abuso de drogas, as instáveis mudanças de comportamento de David Gahan devido seu vício em heroína e as constantes convulsões de Martin L. Gore geraram desgastes no relacionamento interno. No meio da turnê Andrew Fletcher voltou para casa com uma crise nervosa (fontes afirmam que foi também por causa do nascimento do filho de Andrew na época) e foi substituído nos shows por Daryl Balmonte, assistente da banda e que também trabalhava com o The Cure, inclusive nos shows de São Paulo. Por fim, Flood disse que devido ao inferno moral pelo qual passou dentro da banda, nunca mais trabalharia com ela (mudou de opinião depois e produziu um remix de "Freelove" em 2001).

### 1995-1999: A terrível queda, a dolorosa ressurreição e o reconhecimento definitivo
Em junho de 1995, Alan Wilder anunciou que estava deixando o Depeche Mode, dizendo que estava “insatisfeito com as relações internas do grupo e métodos de trabalho”. Ele continuou trabalhando com seu projeto individual Recoil.
Ainda segundo a Jaakko's Depeche Mode, Alan disse que tinha contribuído significativamente com os últimos trabalhos e que sua participação nunca recebeu o respeito e reconhecimento que merecia. Após a saída de Alan Wilder, houve inúmeras especulações se o Depeche Mode continuaria a carreira e se gravaria mais.
Os problemas do grupo eram inúmeros. Notícias que David Gahan havia tentado suicídio correram mesmo sob a negação do cantor. Outra polêmica foi uma overdose quase fatal que Gahan sofreu em sua casa em Los Angeles. Nos meados de 1996, finalmente o cantor se internou em um centro de reabilitação para combater seu vício em heroína e, atualmente, ele se declara completamente livre do vício.
Apesar dos problemas pessoais de David, Martin Gore tentou várias vezes entre 1995 e 1996 fazer a banda voltar aos estúdios. Entretanto, David não aparecia e quando ia, levava semanas para conseguir gravar qualquer linha vocal. Apesar das dúvidas sobre a continuidade da banda, inclusive por parte de Martin, após a reabilitação de David Gahan, o Depeche Mode voltou a gravar.
Em abril de 1997, a banda lança o single "It's no Good", maior sucesso desta nova fase. A música ficou muito bem colocada, inclusive no Brasil. Então o álbum Ultra é lançado, dessa vez produzido por Tim Simenon, que já usara a alcunha de Bomb the Bass (conjunto musical eletrônico que fez sucesso no Brasil e no mundo nos anos 80) e leva disco de ouro no Brasil. Ultra é o álbum mais pesado e "úmido" da história da banda. Outro single de grande sucesso no mundo foi "Barrel of a Gun", a mais pesada do álbum e uma das mais fortes da banda. Apesar do sucesso dos seus singles e a estreia em primeiro lugar no Reino Unido, o álbum não foi tão bem recebido pela crítica e pela maioria dos fãs, considerando um trabalho "pobre e hermético". Em função dos tratamentos do Dave Gahan para se livrar das drogas e dos próprios problemas da banda na turnê anterior, não houve nada além de duas pequenas apresentações, uma na Europa e outra nos Estados Unidos.
Neste mesmo ano Recoil lança o seu quarto álbum (o primeiro depois que saiu do Depeche Mode), chamado Unsound Methods. Ele contou com muitos artistas convidados, entre eles a cantora Maggie Estep, novamente o vocalista Douglas McCarthy do Nitzer Ebb e a backing vocal da turnê Devotional, a saber, Hildia Cambell.
1998 foi o ano em que o Depeche Mode lança a compilação The Singles 86-98 em CD e VHS (The Videos 86-98), que incluía um novo single, "Only When I Lose Myself" (gravada durante a produção do Ultra), de bela letra. Neste mesmo ano, a banda faz uma curta turnê chamada The Singles Tour de apenas quatro meses pela Europa, EUA e Canadá. Nos teclados, assumindo o lugar de Alan, estava Peter Gordeno. Na bateria, o austriaco Christian Eigner. Mesmo se recuperando ainda dos problemas internos e com uma curta turnê, ela atraiu um grande público, deu disco de platina a coletânea (era uma coletânea dupla) e estabeleceu o Depeche Mode como uma banda que não importa se vende bem ou não, sempre tem turnês muito bem-sucedidas (Outras bandas nesse patamar são R.E.M., The Rolling Stones e U2). Também nesse ano foi relançada a edição remasterizada de The Singles 81-85.
Ainda em 1998, chegou ao mercado um álbum tributo chamado For the Masses que continha versões de canções do Depeche Mode gravadas por bandas como Smashing Pumpkins, The Cure, Rammstein e Deftones.

### Anos 2000: Uma grande ascensão mundial
Recoil lança o álbum Liquid, em 2000, que não foi muito bem comercialmente. Exciter veio em 2001, com quatro singles: "Dream On" - inova com sua mistura de opostos (acústico e eletrônico), "I Feel Loved" - cumpre bem o papel de faixa comercial, sendo um grande sucesso nos clubes do mundo todo - "Freelove" - com a sua batida bonita, seu clima sério e seu belíssimo final - E por último, já em 2002, é lançado "Goodnight Lovers" - uma baladinha (de boa letra) que nem chegou a ser executada na Exciter Tour, o que surpreendeu os fãs, que esperavam que "The Dead of Night" ou "The Sweetest Condition" se tornasse o quarto single. Anton Corbijn, que já havia filmado o Devotional em 1993, filmou duas grandes noites da banda em Paris, tendo como resultado o mais ao vivo dos DVDs e um dos melhores da banda, o Depeche Mode: One Night in Paris, lançado em meados de 2002, também contando com a presença de Peter Gordeno e Christian Eigner no palco.
A banda aproveita para descansar e trabalhar em projetos paralelos. Ainda em 2002, uma nova edição de The Videos 86-98 é lançada numa edição em DVD duplo, que incluía clipes raros como a versão original de "Strangelove", os vídeoclipes de "One Caress", "But Not Tonight" e "Condemnation (Paris Mix)".
No início de 2003, Dave Gahan lança o primeiro trabalho solo, Paper Monsters, mais rock que tudo que já se viu no Depeche Mode, com influências até mesmo de blues (onde Gahan toca até gaita); "Dirty Sticky Floors", faixa principal do disco, foi bem executada nas rádios. O álbum teve uma turnê muito bem sucedida, contando com mais quatro excelentes músicos no palco. Com composições próprias, Dave Gahan começa a reclamar o seu espaço no Depeche Mode como compositor, o que gerou muitos comentários em público. Nesse interim, é lançado um álbum de covers (que também continha um DVD) Counterfeit II, projeto paralelo de Martin Gore, que tinha o single "Loverman". Mais eletrônico que Dave Gahan, e mais depressivo também, o disco contou com o apoio de uma curta turnê pela Europa e EUA. No palco, dois músicos, além de Martin Gore, incluindo o tecladista Peter Gordeno. Ao final de 2003, o Depeche Mode relança uma edição especial do 101 em DVD, com dois discos, e algumas faixas que não tinham no VHS original e entrevistas recentes com Martin Gore, Dave Gahan e Andrew Fletcher.
Em 2004, Dave Gahan lança o DVD Paper Monsters Live que incluía todas as faixas do álbum ao vivo e algumas do Depeche Mode, como: "A Question of Time", "Never Let Me Down Again" entre outras. Todas as músicas foram também lançadas e um álbum que só foi vendido pela Internet no formato MP3. Martin Gore também lança uma versão do álbum Counterfeit II com músicas ao vivo desse projeto. É lançada também nesse ano a edição especial em DVD duplo de Devotional, incluindo algum material extra, entre eles as projeções de palco e as versões ao vivo de "Halo" e "Policy of Truth", sem falar de um documentário feito pela MTV Europa na época. Também nesse ano, é lançado o álbum duplo Remixes 81-04, com uma edição limitada contendo um terceiro disco. Mike Shinoda do Linkin Park participou de uma nova versão de "Enjoy the Silence", que teve até um single e um videoclipe novo.
Playing the Angel, lançado em 17 de Outubro de 2005, foi precedido pelo single "Precious". Gravado em Santa Barbara, Nova York e Londres. Playing the Angel foi criado mais rápido que os dois últimos álbuns da banda e, pela primeira vez, incluiu três faixas escritas por Dave Gahan, sendo co-produzido por Ben Hillier (Some Cities, do Doves, e Think Tank, do Blur). O álbum teve um bom desempenho apesar de alguns fãs alegarem estar mal mixado. Playing the Angel representa um retorno criativo e atualizado à sonoridade dos anos oitenta, sendo um dos melhores trabalhos do grupo em toda a sua carreira.
A banda resolve dar uma pausa, depois de uma das suas melhores turnês, a Touring the Angel, que teve uma média de 40 mil pessoas por show. Em setembro de 2006, foi lançado o DVD duplo (com uma rara edição tripla) Touring the Angel: Live In Milan, com duas noites da banda e um grande show na cidade de Milão na Itália.
Em 2007 Dave Gahan lança Hourglass, seu segundo trabalho solo. Mais eletrônico e mais Depeche Mode, singles como "Kingdom" e "Saw Something" chegaram a entrar nas paradas inglesas e americanas. No mesmo ano, Gahan faz uma pequena turnê, tendo lançado também um álbum virtual do material ao vivo do novo trabalho, Live in SoHo, pelo iTunes. No mesmo ano, Dave Gahan anuncia um novo álbum com o Depeche Mode, a ser lançado em 2009.

### 2009-2011:Sounds of the Universe

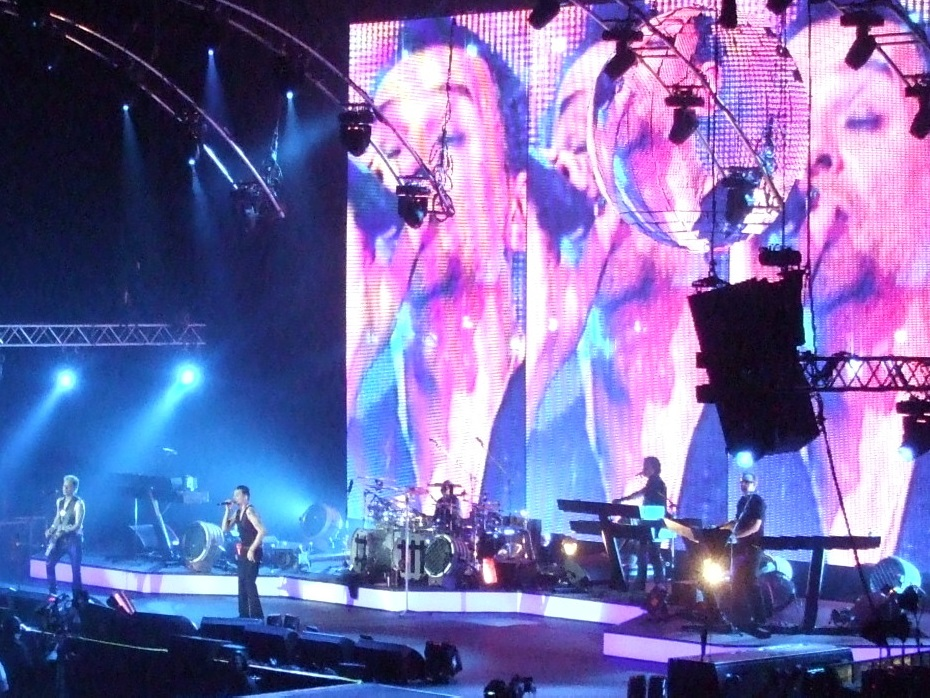
A banda se apresentando em 2009.

No dia 15 de janeiro de 2009, o site oficial anuncia o nome do álbum, e no dia 20 de abril o álbum Sounds of the Universe é lançado, ficando em 1º lugar em 21 países e ficando durante semanas na lista dos mais vendidos na Europa, ultrapassando nomes de peso como Green Day e U2, "Wrong" foi lançado no dia 21 de fevereiro e "Peace", seu segundo single foi lançado no mercado europeu no dia 15 de julho, e fez grande sucesso na MTV Brasil. Mais tarde lançaram apenas para os Estados Unidos o single promocional "Perfect".
Como anunciado no dia 6 de outubro de 2008 na Alemanha, uma turnê mundial iria começar para a promoção do álbum, e iria incluir países que não foram agraciados com turnês nos últimos anos como os da América Latina principalmente, fazendo shows no Chile, Peru, Colômbia, Argentina e Brasil.
Para a decepção de milhares de fãs, a Tour of the Universe não iria mais tocar no Brasil, no dia 22 de julho de 2009, os dois shows da turnê que seriam realizados no Rio de Janeiro e São Paulo foram cancelados. Os fãs fizeram um grande protesto no site depeche mode no brasil.net, composto por um abaixo assinado e um vídeo.
Em 30 de setembro de 2009, "Wrong" foi nomeado em ambos "Melhor Vídeo de Rock" e "Melhor Efeitos Visuais Em Um Vídeo" no UK MVA Award (uma premiação britânica).
Em 3 de dezembro de 2009, Sounds of the Universe foi indicado como "Melhor Álbum Alternativo" no Grammy Awards. Eles receberam uma segunda nomeação para o vídeoclipe "Wrong" de "Melhor Videoclipe Musical de Forma Curta".
A banda anunciou que faria um concerto beneficente para o Teenage Cancer Trust no Royal Albert Hall em 17 de fevereiro de 2010. O concerto teve a participação de Alan Wilder, que tocou piano na apresentação da canção "Somebody" com Martin Gore nos vocais.
"Fragile Tension/Hole to Feed", um single lado A duplo, foi lançado como terceiro single em 7 de dezembro de 2009.
Conforme relatado pela revista Billboard, a Tour of the Universe se tornou um dos 25 mais rentáveis em 2009. A lista liderada por U2 e Madonna compara faturamento duplo faturado pelos artistas que estavam em turnê entre 6 de dezembro de 2008 e 21 de novembro de 2009. Depeche Mode fica no vigésimo lugar na lista, com uma receita bruta total de $45,658,648 em 31 shows, gerando uma audiência estimada de 690.000 espectadores. Esses números são apenas para os shows realizados na América, o faturamento da Tour of the Universe em solo europeu foi muito maior.
Em Março de 2010, o Depeche Mode ganhou o prêmio de "Melhor Grupo Internacional - Rock/Pop" no ECHO Awards na Alemanha.
O DVD Tour of the Universe - Live in Barcelona foi lançado em 8 de novembro de 2010. O show em Barcelona na Espanha foi gravado entre 20 e 21 de novembro de 2009. O vídeo de Tour of the Universe é o primeiro que foi lançado em formato Blu-Ray.
Como uma conclusão da relação de três anos trabalhando com a EMI, em 6 de junho de 2011, a banda lançou uma coletânea de remixes, intitulado Remixes 2: 81-11 que apresenta remixes dos ex-membros Vince Clarke e Alan Wilder. Outros envolvidos com o projeto foram Nick Rhodes do Duran Duran, Röyksopp, Karlsson e Winnberg de Miike Snow, Eric Prydz, Clark e muito mais. Uma novo remix de "Personal Jesus", de Stargate, intitulado "Personal Jesus 2011", foi lançada como single em 30 de Maio de 2011, em apoio da compilação.
Depeche Mode tem contribuiu com uma cover de "So Cruel" (uma canção do U2)  para o álbum de tributo AHK-Toong BAY-bi Covered para o 20.º aniversário de Achtung Baby, um álbum de 1991 da banda de rock irlandesa U2. O CD de compilação foi lançado pela Q Magazine no final de 2011.

### 2012-2015:Delta Machine
Em dezembro de 2012, a banda havia confirmado que estava trabalhando em um novo álbum. O disco, intitulado Delta Machine, foi oficialmente lançado em 22 de março de 2013. O álbum estreou em segundo lugar na lista dos mais vendidos no Reino Unido e em sexto nos Estados Unidos. O grupo saiu então em turnê mundial para divulgar o trabalho.
Em março de 2014, Depeche Mode ganhou o prêmio de "Melhor Grupo Internacional – Rock / Pop" do ECHO Awards na Alemanha. Também foi indicado ao prêmio "Álbum do Ano" por Delta Machine, mas acabou perdendo.
Em 8 de outubro de 2014, a banda anunciou o lançamento do álbum de vídeo Depeche Mode Live in Berlin, filmado durante um show no O2 World em Berlim, Alemanha, em novembro de 2013, durante a turnê do Delta Machine. Este trabalho foi lançado em 17 de novembro de 2014 e foi um sucesso de vendas.

### 2016-presente:Spirite morte de Fletcher
Em uma entrevista feita em 25 de janeiro de 2016, Martin Gore anunciou que a banda retornaria ao estúdio em abril de 2016, com Gore e Gahan escrevendo e compondo novas canções.
Em setembro de 2016, a página oficial do Depeche Mode no Facebook fez posts insinuando uma nova versão, que foi mais tarde confirmada pela banda como uma compilação de vídeo musical, Video Singles Collection, que foi lançada em 11 de novembro de 2016 pela Sony.
Em 11 de outubro de 2016, a banda anunciou que seu décimo quarto álbum, intitulado Spirit e produzido por James Ford, seria lançado na primavera de 2017. Quatro dias mais tarde, a banda anunciou o 1º leg europeu da turnê Global Spirit Tour, que começará na Friends Arena de Estocolmo em 5 de maio de 2017. Uma semana depois, o grupo recebeu uma indicação para o Hall of Fame de Rock and Roll em 2017.
Em 3 de fevereiro de 2017 saiu o primeiro single do novo álbum, "Where's the Revolution". Spirit foi lançado em 17 de março do mesmo ano e foi mais um sucesso de público e crítica.
Após 24 anos, a banda tocou no Brasil em 27 de março de 2018, em São Paulo.
Em setembro de 2019, a banda anunciou que Spirits in the Forest, um documentário parcialmente filmado durante esses shows, seria lançado nos cinemas por apenas uma noite, 21 de novembro de 2019.
Em 15 de janeiro de 2020, a banda foi eleita para entrar no Hall da Fama do Rock and Roll, com cerimônia agendada para 2 de maio de 2020, que fora adiada para 7 de novembro devido à pandemia de COVID-19. Em 26 de maio de 2022 a banda anunciou o falecimento de Andy Fletcher, que morrera após sofrer uma dissecção da aorta.

## Influência e fonte de inspiração
Bandas e artistas que influenciaram Depeche Mode são principalmente Kraftwerk, David Bowie, A Flock Of Seagulls, The Clash, Roxy Music, Brian Eno, The Velvet Underground, Sparks, Siouxsie And The Banshees, Cabaret Voltaire, Talking Heads e Iggy Pop.
Apesar de terem suas raízes na música eletrônica e synth-pop, Depeche Mode é considerada uma grande influência para diversos artistas e bandas de pop e rock como Pet Shop Boys, Nine Inch Nails, Smashing Pumpkins (regravou "Never Let Me Down Again"), Rammstein (regravou "Stripped"), Lacuna Coil (regravou "Enjoy The Silence"), HIM (regravou "Enjoy The Silence"), Placebo (regravou "I Feel You"), Deftones (regravou "Sweetest Perfection" e "To Have And To Hold"), Linkin Park, Coldplay, The Killers e Marilyn Manson (regravou "Personal Jesus"). Além de ser bastante notória a sua grande quantidade de fãs ilustres, como os próprios Manson e Trent Reznor, Johnny Cash (regravou "Personal Jesus"), Robert Smith e Sonata Arctica (regravaram "World In My Eyes"), Tori Amos (regravou "Enjoy The Silence" e "Personal Jesus"), Scott Weiland, Amy Lee, Shakira, Lady Gaga, The Ting Tings, In Flames (regravou "Everything Counts").
A influência de Depeche Mode pode ser notada por bandas de estilos tão diferentes que fizeram um álbum de tributo ao grupo em 1998. A influência da banda dentro do cenário musical é significativa, principalmente dentro da música eletrônica, rock industrial, música pop e estilos undergrounds. Em 1997, o Rammstein fez um cover da música "Stripped". Disponível na versão australiana, como uma faixa bônus, do segundo álbum da banda, o Sehnsucht. "But Not Tonight" ganhou um cover feito por Scott Weiland (Stone Temple Pilots, Velvet Revolver). Em Agosto de 2008, o Coldplay lançou uma versão cover do vídeoclipe de "Enjoy the Silence", como um vídeo alternativo de Viva la Vida. O vídeo foi dirigido por Anton Corbijn nos Países Baixos. Em novembro de 2013, a banda sueca Ghost lançou o EP de covers If You Have Ghost, que contou com a produção de Dave Grohl. A quarta faixa do disco foi um cover de "Waiting for the Night".
Outros artistas que foram influenciados, muito ou pouco, por Depeche Mode incluem Deftones, Lacuna Coil, Placebo, Camouflage, Linkin Park, Smashing Pumpkins, Red Flag, Rammstein, Paradise Lost, Coldplay, The Killers, Franz Ferdinand, HIM, Keane, The Bravery, Information Society e Pet Shop Boys. Outros artistas menores também, como Anno Zero, The Junior Boys, The Birthday Massacre, Gus Gus, Veruca Salt, God Lives Underwater, Hooverphonic, Failure, Apollo Four Forty e Monster Magnet.
Existem bandas também que são fãs de Depeche Mode e acredita-se que já trocaram influências com a banda, como é o caso do The Cure, Foo Fighters e Queens of the Stone Age; ou artistas como Marilyn Manson, Tori Amos, Shakira e Johnny Cash. Existem também bandas e artistas brasileiros que foram influenciadas pelo trabalho do Depeche, como Jay Vaquer, Alex Góes, o Skulk ou a banda cover Strange Mode. Os Pet Shop Boys ouviam muito o álbum Violator e o usaram como inspiração para o seu aclamado álbum Behaviour. Neil Tennant disse que "Nós estávamos ouvindo o álbum Violator, que era realmente um bom álbum. Ficamos com muita inveja"; enquanto Chris Lowe disse "Eles realmente aumentaram de nível". Chester Bennington, falecido vocalista da banda Linkin Park, foi bastante inspirado pelo grupo como pode ser visto pelos seus trajes no vídeoclipe de "What I've Done", assim como toda sonoridade eletrônica posterior da banda, como os álbuns A Thousand Suns e Living Things. Outro membro da banda, Mike Shinoda, já afirmou: "Depeche Mode é uma das bandas mais influentes de todos os tempos, e são uma grande inspiração para mim". Entretanto, a maior e mais criticamente reconhecida participação da banda foi definitivamente ser peça-chave na "explosão dance music" de Chicago e de Detroit, onde vários DJ's e produtores como Derrick May, Kevin Saunderson e Juan Atkins aclamavam a banda como maior influência, principalmente depois do lançamento do Music for the Masses.
Depeche Mode também é a única banda de música eletrônica a se apresentar em estádios, ter uma base enorme de fãs dedicados por todo o mundo e sempre ter álbuns estreando no Top 10 da Billboard 200, mesmo com mais de 25 anos de carreira. Seus álbuns vendem em média mais de 3 milhões de cópias; tem 18 singles na US Hot 100, 4 singles em primeiro lugar na US Modern Rock e 7 singles na US Hot Dance/Club Play, e mais de 20 singles no total a chegar em paradas de sucesso, de um modo geral.
Em Maio de 2007, após cálculos e contagens das gravadoras, chegou-se ao resultado de 16 milhões de cópias vendidas nos EUA sozinhos, não incluindo singles. O Depeche Mode é considerado "a banda de música eletrônica mais popular de todos os tempos" pela grande maioria da crítica e do público mundial; sendo mais famosa que grandes concorrentes, como New Order e os Pet Shop Boys.

## Integrantes
Atuais
- David Gahan - vocais (1980-presente)
- Martin Gore - teclados, sintetizadores, guitarra, vocais (1980-presente)

Músicos em turnê
- Christian Eigner – bateria, teclados (1997–presente)
- Peter Gordeno – teclados, sintetizadores, baixo, backing vocals (1998–presente)

Ex-integrantes
- Vince Clarke - teclados, sintetizadores, guitarra, vocais (1980–1981)
- Alan Wilder - sampler, piano, bateria, percussão, backing vocals (1982–1995)
- Andrew Fletcher - teclados, sintetizadores, baixo, backing vocals (1980-2022)

Linha do tempo

## Discografia
- Speak & Spell (1981)
- A Broken Frame (1982)
- Construction Time Again (1983)
- Some Great Reward (1984)
- Black Celebration (1986)
- Music for the Masses (1987)
- Violator (1990)
- Songs of Faith and Devotion (1993)
- Ultra (1997)
- Exciter (2001)
- Playing the Angel (2005)
- Sounds of the Universe (2009)
- Delta Machine (2013)
- Spirit (2017)
- Memento Mori (2023)